# Samsung Galaxy A72
Samsung Galaxy A72 — смартфон, розроблений Samsung Electronics, що входить до серії Galaxy A. Був анонсований 17 березня 2021 року на Galaxy Unpacked разом з Samsung Galaxy A52.

## Дизайн
Екран виконаний зі скла Corning Gorilla Glass 5. Задня панель виконана з матового пластику, а рамка — з глянцевого.
За дизайном смартфон схожий на Galaxy A52.
Також сматфон має захист від вологи та пилу по стандарту IP67.
Знизу розміщені роз'єм USB-C, динамік, мікрофон та 3.5 мм аудіороз'єм. Зверху розташовані другий мікрофон та залежно від версії слот під 1 SIM-картку і карту пам'яті формату microSD до 512 ГБ або слот під 2 SIM-картки або 1 SIM-картку і карту пам'яті формату microSD до 512 ГБ. З правого боку розміщені кнопки регулювання гучності та кнопка блокування смартфону.
Смартфон продається в 4 кольорах: чорному (Awesome Black), білому (Awesome White), синьому (Awesome Blue) та фіолетовому (Awesome Purple).

## Технічні характеристики

### Апаратне забезпечення

#### Платформа
Смартфон отримав процесор Qualcomm Snapdragon 720G та графічний процесор Adreno 618.

#### Акумулятор
Акумуляторна батарея отримала об'єм 4500 мА·год та підтримку швидкої зарядки на 25 Вт. У комплекті йде блок зарядки потужністю 15 Вт.

#### Камера
Смартфон отримав основну квадрокамеру 64 Мп, f/1.8 (ширококутний) з фазовим автофокусом та оптичною стабілізацією зображення + 8 Мп, f/2.4 (телеоб'єктив) з 3x оптичним зумом + 12 Мп, f/2.2 (надширококутний) + 5 Мп, f/2.4 (макро). Фронтальна камера отримала роздільність 32 Мп і діафрагму f/2.2 (ширококутний). Основна та фронтальна камери вміють записувати відео в роздільній здатності 4K@30fps.

#### Екран
Екран Super AMOLED, 6.7", FullHD+ (2400 × 1080) зі щільністю пікселів 394 ppi, співвідношенням сторін 20:9, частоту оновлення дисплею 90 Гц та круглим вирізом під фронтальну камеру, що знаходиться зверху в центрі. Також в екран вмонтований сканер відбитку пальця.

#### Звук
Смартфон отримав стереодинаміки. Роль другого динаміка виконує розмовний.

#### Пам'ять
Смартфон був доступним в комплектаціях 6/128, 8/128 та 8/256 ГБ. В Україні офіційно продавалися конфігурації 6/128 та 8/256 ГБ.

### Програмне забезпечення
Смартфон був випущений на One UI 3.1 на базі Android 11 і був оновлений до One UI 6.1 на базі Android 14.